# Titularbistum Volsinium
Das Bistum Volsinium (italienisch diocesi di Bolsena, lateinisch Dioecesis Volsiniensis) ist ein Titularbistum der römisch-katholischen Kirche. Es geht zurück auf einen Bischofssitz in der Stadt Bolsena, die sich in der italienischen Region Latium befindet.
| Titularbischöfe von Volsinium |                                                          |                                                   |                   |                   |
| Nr.                           | Name                                                     | Amt                                               | von               | bis               |
| 1                             | Adrianus Djajasepoetra SJ Titularerzbischof pro hac vice | emeritierter Erzbischof von Djakarta (Indonesien) | 21. Mai 1970      | 10. Juli 1976     |
| 2                             | Nicolas Eugene Walsh                                     | Weihbischof in Seattle (USA)                      | 10. August 1976   | 6. September 1983 |
| 3                             | Alfons Maria Stickler SDB Titularerzbischof pro hac vice | Kurienerzbischof                                  | 8. September 1983 | 25. Mai 1985      |
| 4                             | Justin Francis Rigali Titularerzbischof pro hac vice     | Kurienerzbischof                                  | 8. Juni 1985      | 25. Januar 1994   |
| 5                             | Justo Mullor García Titularerzbischof pro hac vice       | Kurienerzbischof                                  | 28. Juli 1994     | 30. Dezember 2016 |
| 6                             | Alfredo Zecca Titularerzbischof pro hac vice             | vormals Erzbischof von Tucumán                    | 9. Juni 2017      | 4. November 2022  |
| 7                             | Gian Luca Perici Titularerzbischof pro hac vice          | Apostolischer Nuntius                             | 5. Juni 2023      |                   |